# Природно-математички факултет Универзитета у Нишу
Природно-математички факултет је високошколска установа у саставу Универзитета у Нишу. Обавља студије првог, другог и трећег степена, као и студије за иновацију знања и стручног образовања из области природно-математичких наука.
Природно-математички факултет је основан 1999. године, издвајањем одговарајућих студијских група из састава Филозофског факултета у Нишу. Данас је у саставу Факултета шест Департмана: Математика, Рачунарске науке, Физика, Хемија, Географија и Биологија и екологија.

## Историја
Основан је Одлуком Владе Републике Србије 20. септембра 1999. године ("Службени гласник РС", бр. 40/1999) којом се за почетак рада и постојања Факултета одређује 1. октобар 1999. године. Истом Одлуком је одређено да Факултет у свом саставу има пет одсека и то: Математика, Физика, Хемија, Географија и Биологија са екологијом.
У школској 1999/2000 Факултет је радио на три одсека: Математика, Физика и Хемија, на која је извршен упис по конкурсу за ту школску годину у оквиру Филозофског факултета. Рад на ова три одсека се одвија од самог оснивања Филозофског факултета, тачније од 1971. године, што значи да у наредној школској години део садашњег Природно-математичког факултета улази у тридесет другу годину рада и постојања. То је разлог због кога је за Дан Природно-математичког факултета проглашен 9. новембар, дакле онај који је и претходних 32 године био дан ових одсека на Филозофском факултету.
Претходном изменом Статута Факултета и доношењем Одлуке Савета Факултета 26.12.2011. године формирани су Департман за математику и Департман за рачунарске науке.

## Образовна делатност
Академске студије првог степена (основне академске трогодишње студије) организују се по следећим студијским програмима:
- основне академске студије Математика,
- основне академске студије Рачунарске науке,
- основне академске студије Физика,
- основне акедемске студије Хемија,
- основне академске студије Биологија,
- основне академске студије Географија.

Академске студије другог степена (мастер академске двогодишње студије) организују се по следећим студијским програмима:
- мастер академске студије Математика (модули: Општа математика; Математички модели у физици; Вероватноћа, статистика и финансијска математика),
- мастер академске студије Рачунарске науке (модули: Развој софтвера; Управљање информацијама),
- мастер академске студије Физика (модули: Општа физика; Примењена физика; Физика-информатика),
- мастер академске студије Хемија (модули: Истраживање и развој; Професор хемије),
- мастер академске студије Примењена хемија (модули: Примењена хемија; Хемија животне средине),
- мастер академске студије Биологија,
- мастер академске студије Екологија и заштита природе,
- мастер академске студије Географија,
- мастер академске студије Туризам.

На студијама трећег степена Факултет нуди 5 студијских програма докторских академских студија за стицање следећих научних назива:
- доктор наука – математичке науке,
- доктор наука – рачунарске науке,
- доктор наука – физичке науке,
- доктор наука – хемијске науке,
- доктор наука – биолошке науке.

Факултет школује наставни кадар у области математике, информатике, физике, хемије, биологије и географије, за рад у основним и средњим школама, научни кадар за рад на факултетима, научним институтима и другим научноистраживачким институцијама, стручњаке за рад у индустрији, државним органима, јавним предузећима, осигуравајућим друштвима, берзи, банкама и другим финансијским институцијама, компанијама које се баве информационим и комуникационим технологијама, туристичким агенцијама и организацијама и на другим местима.

## Научно-истраживачка делатност
Научни рад, поред наставног процеса, представља основну делатност Природно-математичког факултета. Он се реализује кроз организовано деловање појединих Департмана на изради великог броја научних пројеката. На Факултету се тренутно реализује 46 националних и међународних пројеката. Наставници и сарадници Факултета учествују на семинарима, научним и стручним конференцијама у земљи и иностранству, и сами су организатори значајних научних скупова. Факултет остварује сарадњу са универзитетима, институтима и другим факултетима у земљи и иностранству.

## Издавачка делатност
Научни рад наставника и сарадника у знатној мери прати издавачка делатност. Природно-математички факултет издаје часопис Филомат (ИФ=0,635), који објављује радове из области математике и информатике. Такође, у овој области излазе и часописи Фунцтионал аналyсис, аппроxиматион анд цомпутатион (ФААЦ), Апплиед Матхематицс анд Цомпутер Сциенце, као и часопис Математика и информатика. Из области биологије Факултет издаје часопис Биологица Нyссана а из области геонаука Сербиан Јоурнал оф Геосциенцес. Наставници и сарадници Факултета учествују у издавању часописа Фацта Университатис, серије Пхyсицс, Цхемистрy анд Тецхнологy као и Матхематицс анд Информатицс. У циљу подстицања ефикасности наставног рада, објављено је више уџбеника, збирки задатака, као и монографија.
Значајну базу научног и наставног рада представља библиотека са богатим фондом научне литературе из земље и иностранства. Библиотека тренутно располаже са преко 41000 наслова књига, часописа и свих врста завршних радова.

## Департмани
- Математика
- Рачунарске науке
- Физика
- Хемија
- Биологија и екологија
- Географија